# William Stickney (Golfspieler)
William Arthur „Art“ Stickney (* 25. Mai 1879 in St. Louis, Missouri; † 12. September 1944 ebenda) war ein US-amerikanischer Golfer.

## Leben und Werdegang
William Stickney spielte Golf beim St. Louis Country Club. Bei den Olympischen Spielen 1904 in St. Louis konnte er mit der Trans Mississippi Golf Association, der auch sein Bruder Stuart angehörte, im Mannschaftswettkampf die Silbermedaille gewinnen. Im Einzel hingegen schied er im Achtelfinale aus. 1902 und 1907 nahm er am US Amateurs teil, schied jedoch beide Mal in der ersten Runde aus.
Die beiden Brüder arbeiteten gemeinsam als Börsenmakler in St. Louis.